# Roche-à-Bateaux
Roche-à-Bateaux (Haitianisch-Kreolisch Wòchabato) ist eine Gemeinde im Département Sud von Haiti.

## Geschichte
Bezüglich des Namens der um das Jahr 1800 entstandenen Siedlung gibt es keine gesicherten Erkenntnisse, Die Kombination der Wörter „Roche“ (französisch für „Stein“ oder „Fels“) und „Bateau“ („Boot“) ergibt Deutungsmöglichkeiten, von denen jedoch keine belegt ist.
Roche-à-Bateaux erhielt im Jahr 1953 den Status einer eigenständigen Gemeinde.
Im September des Jahres 2016 wurde Roche-à-Bateaux wie 90 % des Südens Haitis von Hurrikan Matthew schwer getroffen. Im dritten Gemeindebezirk (Beauclos) kam es daraufhin zu einer gravierenden Hungersnot.

## Lage und Beschreibung
Das Zentrum der Gemeinde Roche-à-Bateaux und der erste ländliche Bezirk (Beaulieu) liegen an der Küste des Karibischen Meeres. Die weiteren ländlichen Gemeindebezirke liegen in den Bergen landeinwärts. Die höchste Erhebung ist der Morne Moussambé (770 Meter Höhe).
Neben dem Ortszentrum Ville de Roche-à-Bateaux bestehen drei ländliche Gemeindebezirke:
1. Beaulieu mit Catin, Dopré, Malette, Mirande, Morglic, Nan Fourneau, Rosier und Table-au-Diable
2. Renaudin mit Ca Mathan, Labiche, Nan Acajou und Ti Place
3. Beauclos mit Débauché, Duval, Figuier, Nan Roux, Tete Nicolas und Trou-Zombi

Die Küstenstraße Route Départementale RD-25 führt durch die Gemeinde. In rund 46 Kilometern Entfernung ist im Osten Les Cayes zu erreichen, wo die Route Nationale 2 (RN-2) verläuft.
Im Osten der Ville de Roche-à-Bateaux mündet der Fluss Rivière Renaudin in das Meer, dessen Mündungsdelta bei Starkregenfällen tropischer Wirbelstürme eine Breite von 200 Metern annehmen kann. Entsprechend breit ist ein unfruchtbarer Geröllstreifen, der sich dort erstreckt.
Die Gemeinde gilt als sauber, verfügt über unberührte Natur, Wasser- und Stromversorgung und ist verkehrsmäßig im Vergleich zu der Mehrzahl haitianischer Gemeinden gut erschlossen. Die Gegend ist jedoch besonders erdbebengefährdet. Bei dem Erdbeben im Süden Haitis 2021 wurden große Teile der Gemeinde zerstört.